# Kid Dynamite
Kid Dynamite var ett hardcorepunk-band från Philadelphia, USA, aktivt mellan 1997 och 2000. Bandet bestod ursprungligen av trummisen Dave Wagenschutz, gitarristen Dan Yemin, sångaren Jason Shevchuk och basisten Steve Farrell. Farrell ersattes senare av Michael Cotterman.

## Medlemmar
Senaste medlemmar
- Jason Shevchuk - sång (1997-2000, 2005, 2010-2013)
- Dan Yemin - gitarr, bas, bakgrundssång (1997-2000, 2005, 2010-2013)
- David Wagenschutz - trummor (1997-2000, 2005, 2010-2013)
- Michael Cotterman - bas (1998-2000, 2005, 2010-2013)

Tidigare medlemmar
- Steve Farrell - bas (1997-1998)

## Diskografi
Studioalbum
- 1998 – Kid Dynamite
- 2000 – Shorter, Faster, Louder

EP
- 1999 - 88 Fingers Louie / Kid Dynamite (delad EP med 88 Fingers Louie)

Samlingsalbum
- 2003 – Cheap Shots, Youth Anthems